# Austrogomphus pusillus
Austrogomphus pusillus е вид водно конче от семейство Gomphidae.

## Разпространение
Видът е разпространен в Западна Австралия.